# Muskogee (Oklahoma)
Pour les articles homonymes, voir Muskogee (homonymie).
Muskogee (prononcé : [məˈskoʊɡiː]) est une ville américaine, siège du comté de Muskogee, dans l’Oklahoma. Sa population s’élevait à 39 223 habitants lors du recensement de 2010, estimée à 37 858 habitants en 2017.

## Histoire

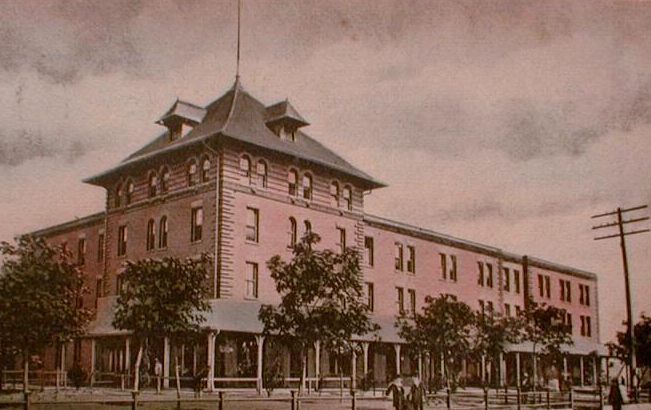
en en 1907.

En janvier 1872, une gare du Missouri-Kansas-Texas Railroad est ouverte à l'emplacement de Muskogee. La région est alors habitée par les Muscogee (Creeks). Située dans une région boisée et fertile, Muscogee Station se développe et voit une poste se créer. Le 19 mars 1898, Muskogee devient une ville à part entière ; elle compte alors environ 4 000 habitants.
En 1905, une convention constitutionnelle se tient dans la ville pour demander la création de l'État de Sequoyah. Muskogee est alors l'une des principales ville du Territoire indien. Cependant, le Sequoyah n'obtient pas le statut d'État et le Territoire indien rejoint celui de l'Oklahoma pour former l'État du même nom en 1907. De 1900 à 1910, la population de la ville est multipliée par cinq. Cependant, Muskogee perd progressivement son statut de centre régional au profit de Tulsa.

## Géographie
Muskogee est située dans l'est de l'Oklahoma, à 75 km au sud-est de Tulsa. La ville se trouve entièrement dans la vallée formée par l'Arkansas, d'où une altitude (176 m) relativement faible pour l'Oklahoma.
Selon le Bureau du recensement des États-Unis, la municipalité s'étend sur 43,95 milles carrés (113,83 km2), dont 42,39 milles carrés (109,79 km2) de terres.
Le climat est plus chaud et humide à Muskogee que dans la majeure partie de l'État.

## Démographie
| Groupe            | Muskogee | Oklahoma | États-Unis |
| ----------------- | -------- | -------- | ---------- |
| Blancs            | 55,9     | 72,2     | 72,4       |
| Afro-Américains   | 16,1     | 7,4      | 12,6       |
| Amérindiens       | 15,3     | 8,6      | 0,9        |
| Métis             | 8,1      | 5,9      | 2,9        |
| Autres            | 3,7      | 4,2      | 6,4        |
| Asiatiques        | 0,9      | 1,7      | 4,8        |
| Total             | 100      | 100      | 100        |
|                   |          |          |            |
| Latino-Américains | 7,1      | 8,85     | 16,7       |

Au recensement de 2010, Muskogee compte 39 223 habitants. En 2015, sa population est estimée à 38 456 habitants, soit une baisse de 2 %. La ville comprend environ 55 % de la population du comté de Muskogee.
Selon l'American Community Survey de 2015, 25,4 % des habitants de Muskogee se trouvaient dans la pauvreté, un taux supérieur au reste de l'Oklahoma (16,1 %).
Selon l'American Community Survey pour la période 2011-2015, 91,97 % de la population âgée de plus de 5 ans déclare parler l'anglais à la maison, 6,28 % déclare parler l'espagnol et 1,76 % une autre langue.

## Culture populaire
- En 1969, Merle Haggard rend hommage à la ville de Muskogee dans sa célèbre chanson Okie from Muskogee (en). Le 15 novembre 1969, sa chanson atteindra la première place du classement Hot Country Singles publié par le Billboard et y restera durant quatre semaines[9]. Okie from Muskogee et l'album éponyme dont elle est issue seront respectivement nommés Chanson et Album de l'Année 1970 par la Country Music Association[10].
- Muskogee est mentionnée à deux reprises dans l'épisode 8 de la saison 9 de la série télévisée Friends : 1) quand Joey regarde à la télévision une fanfare de la ville qui défile pour Thanksgiving et 2) lorsque Chandler entend dire que Muskogee n'est « qu'à quatre heures de Tulsa », (la ville où il réside)[11]. Dans la réalité, Muskogee n'est qu'à 40 minutes de Tulsa.
- Dans sa chanson Waitin' around to die, Townes Van Zandt mentionne la ville de Muskogee («The posse caught up with me  And drug me back to Muskogee").